# 1951 Lick
1951 Lick је Марсов тројански астероид са пречником од приближно 5,57 km.
Афел астероида је на удаљености од 1,476 астрономских јединица (АЈ) од Сунца, а перихел на 1,304 АЈ.
Ексцентрицитет орбите износи 0,061, инклинација (нагиб) орбите у односу на раван еклиптике 39,093 степени, а орбитални период износи 598,864 дана (1,639 годину).
Апсолутна магнитуда астероида је 14,51 а геометријски албедо 0,089.
Астероид је откривен 26. јула 1949. године.